# Dover (musikgrupp)
Dover är en spansk rockgrupp, bildad 1992 i Madrid av systrarna Amparo (gitarr) och Cristina Llanos (gitarr/sång). Jesús Antúnez (trummor) och Álvaro Gómez (bas) anslöt sig 1994. Gómez har senare ersatts av först Álvaro Díez och senare Samuel Titos.

## Diskografi
- 1995 – Sister
- 1997 – Devil Came to Me
- 1999 – Late at Night
- 2001 – I Was Dead for 7 Weeks in the City of Angels
- 2003 – The Flame
- 2006 – Follow the City Lights